# NetCDF
NetCDF (Network Common Data Form) je soubor softwarových knihoven a samopopisných, na hardwaru nezávislých datových formátů, které podporují vytvoření, přístup a sdílení polí s vědeckými daty. Domovská stránka projektu je udržována komunitou Unidata Program při University Corporation for Atmospheric Research (UCAR). Ti také stojí za kódem netCDF softwaru, vývoji standardů, aktualizací atd. Formát samotný je otevřený standard. NetCDF Classic and 64-bit Offset Format jsou mezinárodními standardy organizace Open Geospatial Consortium.
Projekt odstartoval v roce 1989 a stále se mu od UCAR dostává aktivní podpory. Verze 3.x (vyšla 1997) je pořád široce využívána po celém světě a udržována UCAR (poslední aktualizace 2012). Verze 4.0 (vyšla 2008) umožňuje použití souborového datového formátu HDF5. Verze 4.1 (2010) přidává podporu jazyka C a klientský přístup jazyka Fortran ke specifikovaným vzdáleným datům přes OPeNDAP. Verze 3 i Verze 4 má UCAR v plánu nadále aktualizovat.
Formát byl původně postaven na koncepčním modelu formátu Common Data Format vyvíjeném NASA, ale od té doby prošel změnami, kvůli kterým s ním již není kompatibilní.

## Popis formátu
NetCDF knihovny podporují tři různé binární formáty pro netCDF soubory:
- Klasický formát byl používán v prvním vydání netCDF release a je stále implicitním formátem pro vytváření souborů.
- 64bitový formát byl uveden ve verzi 3.6.0 a podporuje větší velikosti proměnných a souborů.
- NetCDF-4/HDF5 formát byl uveden ve verzi 4.0; je to HDF5 datový formát s některými restrikcemi.

Všechny formáty jsou "samopopisné". To znamená, že je zde hlavička, která popisuje uspořádání zbytku souboru, zejména datová pole, stejně jako libovolná metadata ve formě jméno/hodnota atributů. Formát je platformě nezávislý, s problémy jako endianita řešenými v softwarových knihovnách. Data jsou uchována způsobem, který umožní efektivní uspořádání do menších částí.
Od verze 4.0, netCDF API umožňuje použití datového formátu HDF5. NetCDF uživatelé mohou vytvářet soubory HDF5 s výhodami nedostupnými s formátem netCDF, jako například mnohem větší soubory a více neomezených dimenzí.
Plná zpětná kompatibilita v přístupu ke starým netCDF souborům a používání předchozích verzí API jazyka C a Fortran je zajištěno.